# Železniška proga Jungfrau
Železniška proga Jungfrau (nemško Jungfraubahn, JB) je ozkotirna zobata železnica tirne širine 1000 mm, ki teče 9 kilometrov iz postaje Kleine Scheidegg na najvišjo železniško postajo v Evropi, na Jungfraujoch (3454 m) na meji med Bernskim višavjem in kantonom Valais v Švici. Železniška poteka skoraj v celoti v predoru Jungfrau, zgrajenem v gorah Eiger in Mönch in sredi predora dve postajališči, kjer lahko potniki izstopijo za opazovanje sosednjih gora skozi okna, izdolbena v steni. Prvi odsek na prostem doseže ledenik Eiger na višini 2320 m, zato je druga najvišja železnica na prostem v Švici.  Proga je elektrificirana s 3-faznim tokom, 1125 voltov in 50 hercev in je ena od štirih na svetu, ki uporabljajo trofazni električni tok.
Na Kleine Scheidegg se JB povezuje s progo Wengernalpbahn (WAB), ki ima proti dolini dve poti, v vas Lauterbrunnen in Grindelwald. Iz obeh vasi se kraka Berner Oberland Bahn (BOB) navezujeta na švicarske zvezne železnice v Interlaknu. 
Proga je v lasti Jungfraubahn Holding AG, holdinške družbe, ki ima v lasti Wengernalpbahn in Lauterbrunnen- Mürren gorsko železnico. Družba je tudi del marketinške zveze – Jungfrau top of Europe, ki vključuje še Berner Oberland Bahn in železnico Schynige Platte. 

## Zgodovina
- 1896 se je začela gradnja. Gradbena dela so se živahno nadaljevala.
- 1898 železnica je bila odprta vse do postajališča Ledenik Eiger, ob vznožju Eigerja.
- 1899 šest delavcev je bilo ubitih v eksploziji. Nastala je štirimesečna stavka delavcev. Adolf Guyer-Zeller je umrl v Zürichu 3. aprila. Odsek od postajališča Ledenik Eiger do postajališča Rotstock je bil odprt 2. avgusta
- 1903 odsek od postajališča Rotstock do postajališča Eigerwand je bil odprt 28. junija.
- 1905 odsek od postajališča Eigerwand' do postajališča Eismeer je bil odprt 25. julija
- 1908 eksplozija na postajališču Eigerwand.
- 1912 21. februarja, šestnajst let po začetku del, je bil predor končno predrt skozi ledenik na Jungfraujoch. Postajališče Jungfraujoch je bilo odprto 1. avgusta.
- 1924 "Hiša nad oblaki" na Jungfraujoch se je začela graditi 14. septembra.
- 1931 raziskovalna postaja na Jungfraujoch je bila odprta.
- 1937 observatorij Sfinga je bil odprt. Kupljena je bila snežna freza kar je omogočalo celoletno delovanje.
- 1942 selitev pisarn podjetja iz Züricha v Interlaken.
- 1950 na observatorij je bila nameščena kupola.
- 1951 adhezijski odsek med postajališčema Eismeer in Jungfraujoch je bilo spremenjeno v zobato železnico
- 1955 zgrajeno je bilo drugo skladišče na Kleine Scheidegg. Na postajališču Jungfraujoch je bila odprta pošta.
- 1972 panoramska okna so bila nameščena na Eigerwand in Eismeer. Planinska koča Jungfraujoch in turistična postojanka sta bili uničeni v požaru 21. oktobra.
- 1975 odprta je bila nova turistična postojanka.
- 1987 1. avgusta je bila odprta nova planinska koča.
- 1991 odprta je bila nova postajna dvorana.
- 1993 majhno skladišče na Kleine Scheidegg je bilo podaljšano.
- 1996 odprto je bilo pokrito opazovališče na observatoriju.
- 1997 prvič letno število obiskovalcev preseže 500.000.
- 2000 1. junija je bil dosežen dnevni rekordni obisk 8148 obiskovalcev

## Postaje
- Kleine Scheidegg, 2,061 m
- Eigergletscher, 2,320 m
- Eigerwand, 2,864 m
- Eismeer, 3,158 m
- Jungfraujoch, 3,454 m

## Predlog 2008
V začetku leta 2008 je Jungfraubahn Holding AG napovedala, da raziskuje futuristično idejo učinkovitega dostopa do Jungfraujoch. Naročena je bila študija izvedljivosti. Dodaten dostop bo najdaljša predorska vlečnica na svetu. Študija je pokazala, če in kakšen sistem predorske vlečnice iščejo - na primer hitro dvigalo ali vzpenjačo – iz doline Lauterbrunnen na Jungfraujoch, ne da bi motili edinstveno pokrajino na Unescovem seznamu svetovne dediščine (Zavarovano območje Jungfrau-Aletsch Swiss Alps Jungfrau-Aletsch]].
Privlačnost zobate železnice naj s tem ne bi zmanjšala, saj bi jo lahko gostje uporabljali za pot v eno smer. Izrazito skrajšanje časa potovanja, bi lahko potovanje na Jungfraujoch zato postal poldnevni izlet.
Ti načrti so bili kasneje opuščeni in podjetje trenutno (2017) načrtuje gradnjo gondolske žičnice med Grindelwald Grund in ledenikom Eiger. 

## Zobata železnica
Ker je večina železnice znotraj predora, je vožnja z električno energijo zasnovana od začetka. Zadnji vlak z dvojno-enoto motornih vagonov, ki prevažajo do 230 ljudi, deluje s hitrostjo 12,5 km / h na najbolj strmih delih vzpona. Funkcija motorja dveh hitrostih, omogoča enoti delovanje pri 25 km/h na manj strmem delu vzpona (nad postajo Eismeer).
Motor deluje v generatorskem načinu, kar omogoča vlaku proizvodnjo električne energije med spustom, ki se vrača nazaj v elektroenergetski sistem. Približno 50% energije, ki je potrebna za vzpon se med spustom vrne. Sistem tudi uravnava hitrost spuščanja.
Pogonska moč določena leta 1992 (številke 211 ... 224) nič več neposredno ne napaja trifaznih motorjev, ampak je opremljena podobno kot običajne enofazne lokomotive. Ta vozni park lahko potuje s spremenljivo hitrostjo, kar omogoča zmanjšanje časa potovanja od 52 do 35 minut in  se  je začel uporabljati 11. decembra 2016. Voznega parka iz leta 1992 ni več mogoče uporabljati v rednem prometu in večina prejšnjih vlakov je bila izločena.
Oprema za čiščenje snega je bistvenega pomena na odprtem odseku proge med postajališčema Kleine Scheidegg in Eigergletscher. Prvotno so bili uporabljeni snežni plugi, v zadnjem času pa snežne freze.
Železnica uporablja nekaj posebnih tovornih vagonov za dobavo opreme za obiskovalcev na Jungfraujoch, vključno s cisterno za prevoz pitne vode.

## Glavne značilnosti
| Nadmorska višina zgornje postaje | 3454 m                                                           |
| Višinska razlika                 | 1393 m                                                           |
| Dolžina                          | 9,3 km                                                           |
| Tirna širina                     | 1000 mm                                                          |
| Tip zobate železnice             | Strub                                                            |
| Hitrost delovanja                | 12.5 km/h (25 km/h na položnejšem delu nad Eismeerom)            |
| Največji vzdolžni nagib          | 25%                                                              |
| Najmanjši radij krivine          | 100 m                                                            |
| Predori                          | 3: najdaljši 7122 m, najkrajši 110 m. 80% celotne dolžine proge. |
| Pogonski sitem                   | 3-fazni tok, 50 Hz, 1125Volt                                     |

## Galerija
- Vlak med Kleine Scheidegg in Eigergletscher
- Schreckhorn obvladuje panoramo skozi okno na postajališču Eismeer.
- Snežna freza na postajališču Kleine Scheidegg
- Jungfraubahn uporablja 1125 Volt, 3-fazni system toka.
- Sistem zobate železnice (Rowan lokomotiva He 2/2 no. 6)
- Zobato kolo železnice Jungfrau
- Postajališče Jungfraujoch na 3454 m nad morjem, na meji kantonov Bern in Valais

## Film
Hannes Schuler, Manfred Baur: Die Eroberung der Alpen, Gipfelstürmer. Folge 3. BR-online, 2009. Dokumentatarec, 45 minut. (Železnica in žičnice omogočajo v 20. stoletju. Visoka gorski turizem v alpskih državah)
Železniška proga Jungfrau se kaže tudi v številnih celovečernih filmih. Je sestavni del v akcijskem filmu The Eiger Sanction in v alpinistični drami Nordwand. Tudi v uvodnem prizoru filma grozljivke Curse of Chucky je slika železnice.